# 總制
總制，總督的雅稱。因明正德年間，明武宗自稱「總督軍務威武大將軍總兵官」。故百官相避，改總督為總制，如江西總制、湖廣總制，嘉靖時改回。臺灣明鄭時期，鄭經響應三藩之亂西征，命陳永華為東寧總制。
總制同時亦是一種軍官名，太平天國設有此官，為軍的指揮官，共九十五人，分為炎、水、木、金、土五行，每行十九人。